# صالح جابر
صالح جابر هو لاعب كرة قدم عراقي يلعب في مركز الهجوم، ولد في 28 أكتوبر 1985 في مدينة دهوك شمال العراق، وبدأ اللعب في الفرق الشعبية في مدينة الموصل، وبين عامي 2000-2001 عندما كان في عمر 17 سنة لعب مع المنتخب العراقي الرديف وسجل 6 أهداف معه، وبعدها انتقل إلى سوريا ولعب مع نادي الجزيرة السوري وسجل 14 هدفًا في 10 مباريات ثم انتقل إلى نادي أمية السوري ولعب معه 12 مباراة وسجل معه 13 هدفًا وبعدها انتقل إلى نادي كلوريا بوزاو ‏ الروماني وسجل معه 11 هدفًا لينتقل إلى صفوف نادي يونيفرسيتاتيا كرايوفا الروماني، وسجل معه 13 هدفًا ليعود مرة أخرى لصفوف كلوريا بوزاو، وسجل معهُ هذه المرة 13 هدفًا، ثم انتقل إلى نادي كاراكال وسجل معه 5 أهداف ثم عاد إلى العراق مع نادي زاخو العراقي في 2010 ولعب معه 65 مباراة وسجل 35 هدفًا معه، أما مع المنتخب العراقي فلم يلعب إلا مباراة واحدة.

## روابط خارجية
- صالح جابر على موقع قاعدة بيانات كرة القدم.إي يو (الإنجليزية)
- صالح جابر على موقع ناشيونال فوتبول تيمز (الإنجليزية)
- صالح جابر على موقع Soccerway.com (الإنجليزية)
- صالح جابر على موقع عالم كرة القدم.نت (الإنجليزية)